# Junkers A 35
O Junkers A 35 foi uma avião monoplano monomotor, concebido pela empresa aeronáutica Junkers. A sua função era a de aeronave correio e de treino. Desenvolvida no início dos anos 20, foi exportada para outros países como a China, URSS e Turquia. Na segunda metade da década de 20, uma versão militar foi criada, designada Junkers K 53.